# 성남초등학교 (경기)
성남초등학교는 대한민국 경기도 성남시 수정구 태평동에 있는 공립 초등학교이다.

## 학교 연혁
- 1936년 4월 10일 남한산공립보통학교 부설 수진리간이학교 설립인가 (개교기념일)
- 1948년 5월 16일 성남국민학교로 승격
- 1950년 5월 9일 제1회 졸업식(56명)
- 1979년 3월 2일 성남국민학교 농구부 창단
- 1992년 5월 5일 제2회 SBS배 어린이 농구큰잔치 우승
- 1992년 6월 16일 제21회 전국소년체육대회 우승
- 1992년 7월 13일 제3회 오리온배 국민학교 농구대회 우승
- 2012년 3월 1일 제22대 권성환 교장 선생님 취임
- 2012년 6월 10일 제20회 대구 전국사물놀이 경연대회 최우수상
- 2012년 6월 12일 성남시 청소년 종합예술제 사물놀이 최우수상
- 2012년 12월 7일 학생건강관리 및 체력증진 교육감 표창
- 2013년 2월 15일 제64회 졸업(241명)
- 2013년 3월 1일 47학급 편성(특수 3학급 포함)
- 2013년 3월 1일 경기도교육청 지정 혁신학교(4년)
- 2013년 5월 28일 전국소년체육대회 농구부 우승
- 2014년 2월 14일 제65회 졸업(196명)
- 2014년 3월 3일 47학급 편성(특수 3학급 포함)
- 2015년 2월 13일 제66회 졸업(184명)
- 2015년 3월 2일 43학급 편성(특수 3학급 포함)

## 참고 자료
- 성남초등학교 - 한국교육학술정보원 학교알리미